# Beutolomäus und der doppelte Weihnachtsmann
Beutolomäus und der doppelte Weihnachtsmann ist eine aus 11 Folgen bestehende deutsche Fernsehserie des Regisseurs Uli Möller und die Folgeproduktion von Beutolomäus und die Prinzessin aus dem Jahr 2007. Die Länge der einzelnen Folgen beträgt etwa 10 Minuten. In Spielfilmlänge wurde die Serie in einer 60-minütigen Version zusammengefasst am 24. Dezember 2011 von das Erste gesendet.

## Handlung
Aufgrund seiner Ähnlichkeit zum Weihnachtsmann kommt der Kräutergreis Gerlach auf die Idee, als dessen Doppelgänger aufzutreten und so an ausreichend Kindertränen zu gelangen, die er für seine Glückssuppe benötigt. Deshalb will er den Kindern die Geschenke zwar zeigen, aber dann nicht geben, um sie ordentlich traurig zu machen. Beutolomäus kann dies als sprechender Geschenkesack des Weihnachtsmanns jedoch verhindern.

## Kritiken
Der Filmdienst bewertete das Ganze als „Betulich-anspruchsloser Weihnachtsspaß für die Jüngsten.“

## Episodenliste
1. Der Doppelgänger
2. Der große Klau
3. Das gefährliche Rezeptbuch
4. Matthes soll weinen
5. Der zweifelhafte Sieg
6. Gerlach gibt nicht auf
7. Mit List und Tücke
8. Wer ist der Richtige?
9. Die Bescherung beginnt
10. Kampf um die Glückssuppe
11. Ein neues Leben

## Erstausstrahlung
Die erste Folge von Beutolomäus und der doppelte Weihnachtsmann wurde am 14. Dezember 2007 erstmals im KiKA ausgestrahlt und erfolgte unmittelbar im Anschluss an Beutolomäus und die Prinzessin. In Spielfilmlänge wurde die Serie in einer 60-minütigen Version zusammengefasst am 24. Dezember 2007 im Ersten gesendet.